# Кубок Кремля 2018
ВТБ Кубок Кремля 2018 (англ. VTB Kremlin Cup 2018) — 29-й розыгрыш ежегодного профессионального теннисного турнира среди мужчин и женщин, являющегося частью тура ATP в рамках серии ATP 250 и тура WTA в рамках премьер-серии. Основной турнир пройдёт в Москве (Россия) с 15 по 21 октября 2018 года в зале на хардовых кортах СК Олимпийский, игры квалификации - с 13 по 15 октября 2018 года.
Общий призовой фонд турнира составил - долларов, призовой фонд женских соревнований — - долларов (из них призовой фонд основного турнира — - долларов), мужских — 992 670 долларов (из них призовой фонд основного турнира — 912 680 долларов). Титульным спонсором выступил Банк "ВТБ".

## Соревнования
| Разряд            | Победитель                       | Финалист                     | Счёт финала       |
| ----------------- | -------------------------------- | ---------------------------- | ----------------- |
| Мужской одиночный | Карен Хачанов (RUS)              | Адриан Маннарино (FRА)       | 6:2, 6:2          |
| Женский одиночный | Дарья Касаткина (RUS)            | Унс Джабир (TUN)             | 2:6, 7:6 (3), 6:4 |
| Мужской парный    | Раджив Рам Остин Крайчек         | Максим Мирный Филипп Освальд | 7:6 (7:4), 6:4    |
| Женский парный    | Александра Панова Лаура Зигемунд | Дарья Юрак Ралука Олару      | 6:2, 7:6 (7:2)    |